# Seznam držav brez oboroženih sil
Seznam držav brez oboroženih sil.

## A
- Andora

## D
- Dominika

## G
- Grenada

## H
- Haiti

## I
- Islandija

## K
- Kajmanji otoki
- Kiribati
- Kostarika

## M
- Marshallovi otoki

## N
- Nauru
- Niue

## P
- Palav

## S
- Salomonovi otoki
- Samoa

## T
- Tuvalu

## V
- Vanuatu